# Kadegadde, Heggadadevankote
Kadegadde là một làng thuộc tehsil Heggadadevankote, huyện Mysore, bang Karnataka, Ấn Độ.